# Universidad de Stavanger
La Universidad de Stavanger  es una universidad noruega con sede en Stavanger. Fue inaugurada oficialmente por SM el Rey Harald V el 17 de enero de 2005.
Cuenta con cerca de 8500 estudiantes y 1200 profesores y personal de servicio. 
El sistema de enseñanza superior de Stavanger está representado por 1 universidad, que ofrecen 49 programas de estudio. Además 1 universidad en 18 programas de Licenciado, 1 universidad en 18 programas de Máster y 1 universidad en 13 programas de Doctorado.